# Imeš
Imeš, Imešaz, Nemišaz odnosno Nimeš (mađ. Himesháza, nje. Nimmersch) je selo u južnoj Mađarskoj.
Zauzima površinu od 17,54 km četvorna.

## Zemljopisni položaj
Nalazi se na 46°5' sjeverne zemljopisne širine i 18°34' istočne zemljopisne dužine, sjeverozapadno od Mohača. Pečvar je udaljen 16 km, Sur 2,5 km sjeverno, Gereš 4 km zapadno, a prema jugu su 5 km udaljeni Székelyszabar, Marok i Narad.

## Upravna organizacija
Upravno pripada Mohačkoj mikroregiji u Baranjskoj županiji. Poštanski broj je 7735.

## Stanovništvo
U Imešu živi 1200 stanovnika (2002.).

## Vanjske poveznice
- (mađ.) Himesháza honlapja[neaktivna poveznica]
- Imeš na fallingrain.com